# Orthogonis erythropa
Orthogonis erythropa là một loài ruồi trong họ Asilidae. Orthogonis erythropa được Wulp miêu tả năm 1898. Loài này phân bố ở miền Australasia.